# Robert Kaliňák

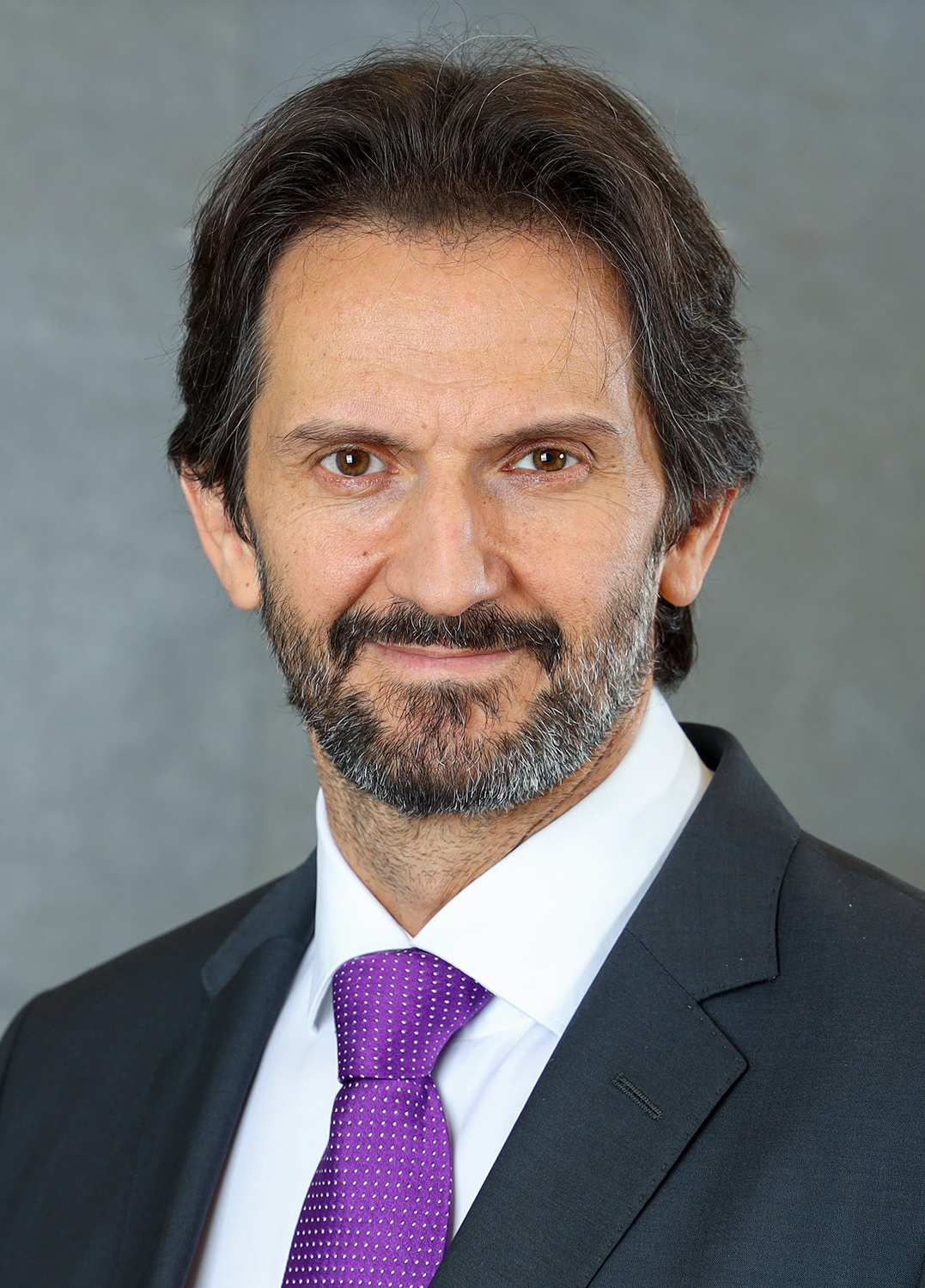
Robert Kaliňák

Robert Kaliňák (* 11. Mai 1971 in Bratislava) ist ein slowakischer Politiker (Smer-SSD) und mehrmaliger Innenminister (2006–2010, 2012–2018). Seit 2023 ist er Verteidigungsminister.

## Leben
Kaliňák studierte an der Juristischen Fakultät der Comenius-Universität Bratislava. Bis 2002 arbeitete er als Rechtsanwalt. Er ist Mitglied der SMER. Bei den Parlamentswahlen 2006, 2010 und 2012 kam er als Abgeordneter in den Nationalrat der Slowakischen Republik. Kaliňák war von 2006 bis 2010 stellvertretender Ministerpräsident sowie Innenminister der Regierung Fico.
Im April 2012 wurde er erneut Innenminister und Vizepremier im zweiten und im März 2016 im dritten Kabinett Fico. Am 12. März 2018, zwei Wochen nach dem Doppelmord an dem Journalisten Ján Kuciak und seiner Verlobten, trat Kaliňák von beiden Ämtern zurück. Am Mittwoch, dem 20. April 2022 wurde Kaliňák festgenommen. Die Bildung einer krimineller Vereinigungen wurde ihm vorgeworfen.
Kaliňák ist verheiratet, seit Weihnachten 2011 hat er einen Sohn.

## Verwicklung in den Entführungsfall Trịnh Xuân Thanh
Kaliňák wird verdächtigt in seiner Zeit als Innenminister in die Entführung des vietnamesischen Managers Trịnh Xuân Thanh verwickelt gewesen zu sein. Trịnh Xuân Thanh war im Jahr 2017 im Berliner Tiergarten gewaltsam entführt und nach Vietnam verschleppt worden. Er ist mutmaßlich vom vietnamesischen Geheimdienst entführt und dann mit einer Maschine der slowakischen Flugbereitschaft aus dem Schengenraum ausgeflogen worden.

## Politische Positionen
Während der Flüchtlingskrise in Europa 2015 nahm der slowakische Innenminister mehrmals zu Fragen der Asyl- und Flüchtlingspolitik Stellung: Wenn jemand illegal die Grenze überquere, habe er entweder vor, ein Immigrant zu werden, und werde festgehalten, oder er beantrage Asyl und es werde ein Asylverfahren durchgeführt. Wer kein Asyl beantrage, sei kein Flüchtling. Er kritisierte die Diskussion, ob Griechenland, die Türkei oder Ungarn sichere Staaten seien.
Als Innenminister bezweifelte er öffentlich, ob man von „Flüchtlingen“ und „Humanismus“ sprechen könne, zumal diese Personen, so Kaliňák, mit Flüchtlingen, die vor dem Krieg flüchten, nichts gemeinsam hätten. Vor dem EU-Innenministergipfel vom 14. September 2015, der sich der Einführung von Quoten für die einzelnen Mitgliedstaaten widmen sollte, erklärte er, dass kaum einer die Wirklichkeit ansehen oder sich Argumente anhören wolle. „Wir verbergen uns hinter Beschlüssen von Beamten, die die Wirklichkeit nicht gesehen hätten, wobei es zur Abschaffung von Grundregeln komme, die sie stets erfordert hätten“, so Minister Kaliňák. Er erklärte, von Ministerpräsident Robert Fico autorisiert worden zu sein, auf dem Gipfeltreffen vom 14. September 2015 gegen Abschlüsse ein Veto einzulegen.